# Колона Цезаря
«Колона Цезаря: Історія двадцятого сторіччя» (англ. Caesar's Column: A Story of the Twentieth Century) — науково-фантастичний роман  американського письменника і аграрного популіста Ігнація Доннеллі (написав під псевдонімом Едмуд Буагільбер), що носить антисоціалістичну спрямованість. Є частиною літературною дискусії з творами Едварда Белламі. Видано роман у 1890 році. В ньому поєднані антиутопія і утопія.

## Зміст
Роман являє собою своєрідний епістолярний твір. Його побудовано у вигляді листів Габріеля Вельтштейна, що описує братові свою подорож до Нью-Йорка 1988 року. Вельтштейн є продавцем вовни з Уганди, де сіоністи заснували власну державу. Вельтштейн прибув до США, щоб домовитися безпосередньо з компаніями, переробниками вовни без посередників. Подорож здійснюється дирижаблем. Нью-Йорк описується як зосередження новітніх технологій: телевізійні газети, можливість замовити на віртуальному меню будь-яку страву з будь-якої частини світу. Втім влада в державі належить олігархії.
Випадково Вельтштейн рятує Макса Петіона, очільника підпільного руху «Братства руйнування» від слуги принца Кабано, одного з очільників олігархії. Естела рятує Вельтштейна від принца Кабано, разом вони тікають до Петіона. Вельштейн опиняється у пролетарському суспільстві, де Петіон розповідає про хижацький і гнітючий соціальний та економічний порядок. Габріель зустрічається з президентом братства Цезарем Ломелліні (напівіталійцем-напівафриканцем), безжальним фанатиком.
Зрештою Вельтштейн опиняється у вихорі пролетарського повстання — почалася соціалістична революція. Обидві сторони застосовують новітню зброю, зокрема динамітові кулі. Наступає соціальна катастрофа. Але «Братерство руйнування», незважаючи на величезні жертви, здобуває перемогу. Цезар Ломелліні наказує закатати усіх загиблих в бетон й спорудити колону на Юніон-сквер. У дусі італійського історика Г. Ферреро, автора книги «Велич і падіння Риму», де пролетарські революції зіставлялися з рухом римських плебеїв останніх років існування республіки і перших десятиліть Імператорського Риму, Доннеллі малює апокаліпсис і розпад західної цивілізації під впливом приходу до влади плебеїв і їхніх лідерів — диктаторів.
Втім невдовзі Цезар гине, серед переможців-пролетаріїв починається новий військовий хаос. Вельтштейн з друзями на дирижаблі рятується з Нью-Йорка. Разом з Естелл й друзями він прибуває до Уганди, де утворюється аграрне суспільство, що відповідає фермерському міфу XIX сторіччя про первинну Америку. В результаті формується ідеальне, утопічне суспільство з конституцією, що забезпечує соціальну та економічну рівність. Цим протиставлено ідею автора про необхідність зменшення соціальної напруги через перехід до аграрного типу господарювання, де немає місця соціалістичним ідеям.